# Levijärvi (sjö i Finland, Lappland, lat 67,82, long 24,28)
Levijärvi är en sjö i Finland. Den ligger i kommunen Kittilä i landskapet Lappland, i den norra delen av landet, 800 km norr om huvudstaden Helsingfors. Levijärvi ligger 273,3 meter över havet. Arean är 7,2 hektar och strandlinjen är 1,42 kilometer lång. Sjön  ingår i Kemi älvs huvudavrinningsområde. 